# Ostéochondrite
Pour les articles homonymes, voir Chondrite (médecine).
 Mise en garde médicale
L'ostéochondrite ou ostéochondrose est une anomalie de la croissance de l'os et du cartilage, qui touche les enfants (5 à 12 ans majoritairement) et les jeunes animaux. C'est un groupe de maladies de causes inconnues, caractérisées par l’interruption de la vascularisation du noyau d’ossification primaire ou secondaire des os concernés.
À la naissance, les structures osseuses sont majoritairement constituées de cartilage, tissu très mou, qui va être remplacé progressivement par l’os. Ce remplacement débute dans des endroits spécifiques au sein de chaque os, appelés « noyaux d’ossification » et s’étend avec la croissance à l’ensemble de l’os. L’ostéochondrite est la conséquence d'une perturbation de vascularisation du noyau d’ossification primaire ou secondaire d’un os suivie d’une revascularisation avec reconstitution d’un tissu osseux de réparation. L'hérédité n'a pas été formellement éliminée, ni le rôle de microtraumatismes répétés en particulier lors de certaines activités sportives. 
Une fragilité constitutionnelle pourrait expliquer les localisations multiples chez un même enfant.[réf. nécessaire]
Chez les animaux, l'ostéochondrose peut toucher le jeune cheval de sport ou de course et compromettre sa carrière.

## Localisation articulaire
Le terme d'ostéochondrose regroupe de multiples entités définies en fonction de la topographie de l'atteinte :
- Atteinte des plateaux vertébraux : maladie de Scheuermann.
- Atteinte du membre supérieur :
  - Tête de l'humérus : maladie de Haas ;
  - Condyle externe de l'extrémité inférieure de l'humérus : maladie de Panner ;
  - Tête du radius : maladie de Brailsford ;
- Atteinte du membre inférieur :
  - Hanche : maladie de Legg-Calve-Perthes ;
  - Tubérosité tibiale antérieure : maladie d'Osgood-Schlatter ;
  - Corps de la patella : maladie de Köhler patellaire ;
  - Apex de la patella : maladie de Sinding-Larsen-Johanson ;
  - Calcanéum : maladie de Sever  ;
- Naviculaire : maladie de Köhler-Mouchet ;
- Tête du deuxième métatarsien  : maladie de Freiberg  ;
- Sésamoïdes de l'hallux : maladie de Renander.

Chez le cheval, la maladie touche plus fréquemment les articulations des membres, genoux, boulets et jarrets.

## Diagnostic
Chez l'être humain, l'ostéochondrite, apparaît entre 5 et 12 ans selon sa localisation et concerne principalement les individus de sexe masculin, plus ou moins sportifs.
Les symptômes dépendent de la variété d'ostéochondrite. Il peut s'agir :
- de douleurs ;
- d'une boiterie ;
- d'un blocage articulaire.

Le diagnostic repose sur le cadre clinique et surtout sur l'imagerie médicale (radiographie standard, IRM) qui est souvent normale au début des troubles mais qui devient ensuite assez spécifique de la pathologie, seule la scintigraphie osseuse peut montrer des signes au stade précoce[réf. nécessaire]. L'ostéochondrite peut donc être classée en fonction de sa gravité sur une simple radiographie : de grade I où il apparaît une petite zone osseuse qui se différencie du reste de l’os par une modification de sa densité ( « couleur sur la radiographie » ), un aspect irrégulier se remarque aussi, jusqu'au grade IV le plus grave défini par la dissection complète du fragment ostéochondral qui va alors tomber dans l’articulation, devenant un véritable corps étranger.

## Évolution
L'évolution est le plus souvent favorable en soulageant l'articulation de ses efforts et de la charge du poids du corps. Cependant la chirurgie est parfois indiquée pour réparer l'articulation atteinte. 

## Traitement
Cette maladie peut se traiter par un arrêt sportif de quelques mois ainsi que par une « décharge » de sac de cours par exemple. La douleur peut être soulagée par un traitement médicamenteux. 
En revanche si un corps étranger est détecté, le traitement chirurgical telle que l'ablation du fragment osseux ou de sa refixation peut être utilisé.

## Épidémiologie chez le cheval
Chez le cheval, l'ostéochondrite est l'une des pathologies les plus communes chez le jeune animal en croissance. La maladie touche 10 à 64 % des chevaux de sport et des trotteurs. La composante génétique est très importante pour en déterminer l'héritabilité.